# Gondarém

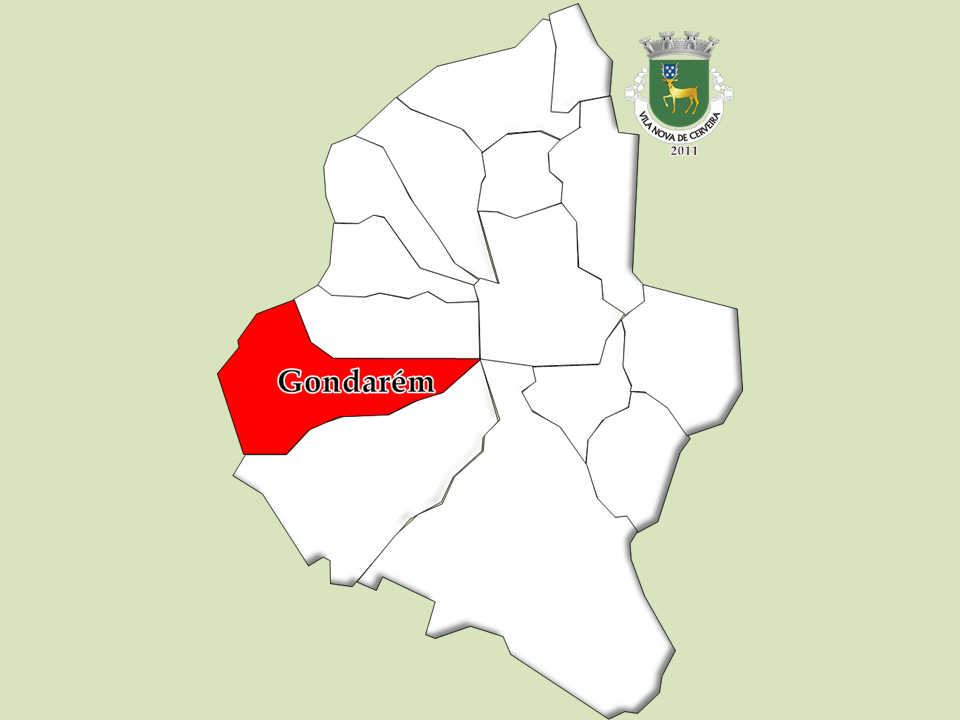
Freguesia de Gondarém

Gondarém és una freguesia portuguesa del municipi de Vila Nova de Cerveira, amb 7,13 km² d'àrea i 1.010 habitants (en el cens del 2011). Densitat de població: 141,7 hab/km².
Davant de Gondarém, al riu Miño, es troba l'Illa de Boega.

## Població
| Nombre d'habitants | Nombre d'habitants | Nombre d'habitants | Nombre d'habitants | Nombre d'habitants | Nombre d'habitants | Nombre d'habitants | Nombre d'habitants | Nombre d'habitants | Nombre d'habitants | Nombre d'habitants | Nombre d'habitants | Nombre d'habitants | Nombre d'habitants | Nombre d'habitants |  |
| ------------------ | ------------------ | ------------------ | ------------------ | ------------------ | ------------------ | ------------------ | ------------------ | ------------------ | ------------------ | ------------------ | ------------------ | ------------------ | ------------------ | ------------------ |  |
| 1864               | 1878               | 1890               | 1900               | 1911               | 1920               | 1930               | 1940               | 1950               | 1960               | 1970               | 1981               | 1991               | 2001               | 2011               |  |
| 910                | 1 046              | 998                | 844                | 1 006              | 988                | 1 066              | 1 164              | 1 261              | 1 278              | 950                | 879                | 788                | 691                | 510                |  |

(Observació: Nombre d'habitants "residents", o siga, que tenien la residència oficial en aquest municipi en la data en què els censos se'n feren.)